# Relations entre l'Inde et Sao Tomé-et-Principe
Les relations entre l'Inde et Sao Tomé-et-Principe sont les relations bilatérales de la république de l'Inde et de Saint-Thomas-et-l'île du Prince (STP). L'ambassade de l'Inde à Luanda, en Angola, est simultanément accréditée auprès de Sao Tomé-et-Principe. STP maintient un consul honoraire à New Delhi.

## Histoire
Les relations entre l'Inde et Sao Tomé-et-Principe ont toujours été amicales, en particulier après l'indépendance de ce dernier en 1975. La première visite de haut niveau entre les deux pays a eu lieu du 29 novembre au 2 décembre 2009, lorsque le ministre des affaires étrangères, de la coopération et des communautés santoméen, Carlos Alberto Pires Tiny, s'est rendu en Inde. Tiny s'est entretenu avec le ministre indien des affaires étrangères, Shashi Tharoor, et les deux parties ont signé un protocole sur les consultations du ministère des affaires étrangères afin de faciliter les interactions régulières sur les questions bilatérales, régionales et internationales entre les hauts fonctionnaires des deux ministères des affaires étrangères. L'Inde s'est également engagée à fournir une aide publique au développement, une coopération technique, un renforcement des capacités et le développement économique et social de STP et a annoncé de nombreuses subventions et lignes de crédit pour le pays. En faisant l'éloge du rôle de pionnier de l'Inde dans la promotion de la coopération Sud-Sud et de ses contributions significatives au maintien de la paix internationale, STP a annoncé son soutien à la candidature de l'Inde à un siège permanent au Conseil de sécurité des Nations unies,,. Tiny a également rencontré des hauts fonctionnaires du ministère du pétrole et ONGC Videsh Limited et a discuté de la coopération bilatérale dans le secteur des hydrocarbures. Il a également visité la National Small Industries Corporation (en) Limited (NSIC) et les Telecommunications Consultants India (en) Limited (TCIL). Tiny a également fait une présentation sur les opportunités d'investissement à Sao Tomé-et-Principe lors d'une session interactive spéciale organisée par la Confédération de l'industrie indienne (en) en son honneur,.
Le haut-commissariat de l'Inde à Lagos, au Nigeria, était accrédité à STP jusqu'en septembre 2008, date à laquelle il a été transféré à l'ambassade de l'Inde à Luanda, en Angola. STP a voté pour la candidature de l'Inde à un siège non permanent au Conseil de sécurité des Nations unies pour l'année 2011-2012.
Le Premier ministre santoméen, Patrice Trovoada, a conduit une délégation comprenant le ministre des affaires étrangères et d'autres hauts fonctionnaires pour assister au troisième sommet du Forum Inde-Afrique à New Delhi le 26 octobre 2015. Il s'agissait de la première visite d'un Premier ministre en Inde,. M. Trovoada a eu des entretiens bilatéraux avec le Premier ministre Narendra Modi le 28 octobre,,.